# جلاوسيس
جلاوسيس هو جنس من الطيور الطنانة في عائلة الطنان.

## التصنيف
قدم جنس جلاوسيس في عام 1831 من قبل عالم الحيوان الألماني فريدريش بوي. صنف النوع على أنه الناسك ذو الصدر الأحمر من قبل جورج روبرت جراي في عام 1840. اسم الجنس مأخوذ من الكلمة اليونانية القديمة glaukos والتي تعني أزرق-رمادي أو جلوكوس أو أخضر شاحب.

## أنواع
يحتوي الجنس على الأنواع الثلاثة التالية:
| صورة | الاسم العربي     | الاسم العلمي     | توزيع                                                                         |
| ---- | ---------------- | ---------------- | ----------------------------------------------------------------------------- |
|      | الناسك برونزي    | Glaucis aeneus   | شرق هندوراس جنوبًا إلى غرب بنما، وفي تشوكو في غرب كولومبيا وشمال غرب الإكوادور |
|      | ناسك ذو خطاف     | Glaucis dohrnii  | شرق البرازيل                                                                  |
|      | ناسك ذو صدر أحمر | Glaucis hirsutus | بنما جنوبًا إلى بوليفيا، وعلى ترينيداد وتوباغو وغرينادا                        |